# Kleurendiepte
Kleurendiepte is een maat voor de hoeveelheid bits die gebruikt worden om de kleur van een pixel te coderen. Hoe hoger de kleurendiepte is, hoe meer verschillende kleuren er kunnen worden gecodeerd.
Voor een afbeelding met alleen zwart en wit is maar een kleurendiepte van 1 bit nodig, ook wel monochroom genoemd. Dan kunnen echter alleen de kleuren zwart en wit gebruikt worden, en geen grijswaarden. Een normale zwartwitafbeelding gebruikt daarom meestal 8 bits, en kan daardoor 256 verschillende tinten bevatten. Een kleurenfoto heeft tussen de 8 en 24 bits nodig, afhankelijk van de kwaliteit van de afbeelding.
Bij een hoge kleurendiepte wordt de beeldinformatie vaak opgeslagen als RGB, omdat dan niet alle verschillende kleuren ook nog eens in een losse tabel hoeven te worden opgeslagen.

## Voorbeeld van een afbeelding met 1 tot 24 bit

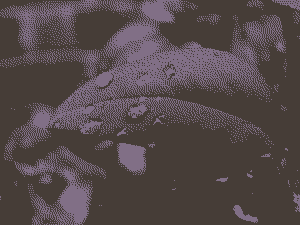
1 bit
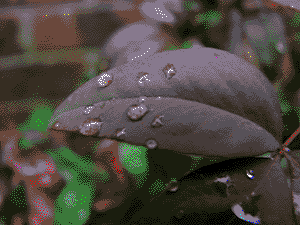
4 bit
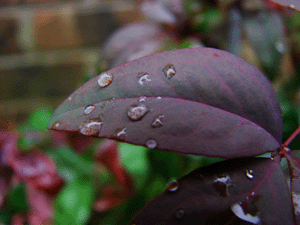
8 bit
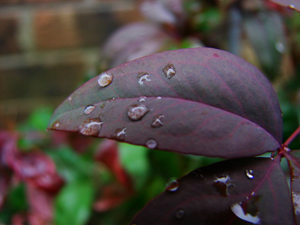
24 bit